# 1151

## Esdeveniments
- 25 de gener, Riudoms, Camp de Tarragona: El príncep normand Robert d'Aguiló fa donació de la terra de Riudoms al cavaller Arnau de Palomar amb la condició de construir-hi un castell, fet que es considera com la fundació del poble.
- 27 de gener, Tudilén, Navarra: Es firma el Tractat de Tudilén entre Alfons VII, rei de Lleó, de Castella i de Galícia, i Ramon Berenguer IV, comte de Barcelona i príncep d'Aragó
- 1 de febrer, Andenne, actualment a Bèlgica: Batalla d'Andenne entre el principat de Lieja i el comtat de Namur
- 7 de juliol, Borja: Ramon Berenguer IV, comte de Barcelona i príncep d'Aragó, ocupa la plaça que estava sota el poder de Garcia Ramires, dux de Pamplona (ofensiva de Ramon Berenguer IV).

## Necrològiques

### Països Catalans
- 31 de maig, Girona: Guillem Umbert de Basella, baró de Montseny.